# Кайназар (Енбекшиказахский район)
Кайназар (каз. Қайназар) — село в Енбекшиказахском районе Алматинской области Казахстана. Административный центр Рахатского сельского округа. Код КАТО — 194073100.

## Население
В 1999 году население села составляло 3203 человека (1569 мужчин и 1634 женщины). По данным переписи 2009 года в селе проживало 4058 человек (2018 мужчин и 2040 женщин).

## Известные уроженцы
- Кужамьяров, Куддус Ходжамьярович (1918—1994) — советский уйгурский композитор, народный артист СССР (1987).